# Triangolo di Kanizsa

Il triangolo di Kanizsa (Stella di David)

Il triangolo di Kanizsa è un'illusione ottica, descritta per la prima volta nel 1955 dallo psicologo italiano Gaetano Kanizsa.

## Descrizione
Nella figura "vediamo" due triangoli equilateri bianchi, l'uno sovrapposto all'altro, anche se nessuno dei due triangoli è effettivamente disegnato. Questo effetto è conosciuto come profilo soggettivo o illusorio. Inoltre il triangolo bianco inesistente sembra essere più luminoso della zona circostante, mentre quell'area ha la stessa luminosità delle zone adiacenti. Questo fenomeno avviene in quanto il nostro apparato percettivo ha una tendenza organizzativa innata costituita dall'articolazione figura/sfondo secondo cui non c'è una figura senza sfondo; ciò avviene anche con figure ottenute con margini fisicamente inesistenti come appunto questo triangolo. Ciò perché la nostra valutazione percettiva ha bisogno di contrasto figura/sfondo e anche quando questo non c'è si crea lo stesso.